# Gare d'Heilles - Mouchy
La gare d'Heilles - Mouchy est une gare ferroviaire française de la ligne de Creil à Beauvais, située sur le territoire de la commune d'Heilles (qui est voisine de Mouchy-le-Châtel), dans le département de l'Oise, en région Hauts-de-France.
C'est une halte de la Société nationale des chemins de fer français (SNCF), desservie par des trains régionaux du réseau TER Hauts-de-France.

## Situation ferroviaire
Établie à 45 mètres d'altitude, la gare d'Heilles - Mouchy est située au point kilométrique (PK) 70,516 de la ligne de Creil à Beauvais, entre les gares de Mouy - Bury et d'Hermes - Berthecourt.

## Histoire
En 2017, la SNCF estime la fréquentation annuelle de cette gare à 4 159 voyageurs. L'année précédente, cette estimation s'élevait à 4 285.

## Service des voyageurs

### Accueil
Halte de la SNCF, c'est un point d'arrêt non géré (PANG) à accès libre.

### Desserte
Heilles - Mouchy est desservie par des trains TER Hauts-de-France, qui effectuent des missions entre les gares de Creil et de Beauvais.

### Intermodalité
Le stationnement des véhicules est possible à proximité de l'ancien bâtiment voyageurs.

## Patrimoine ferroviaire

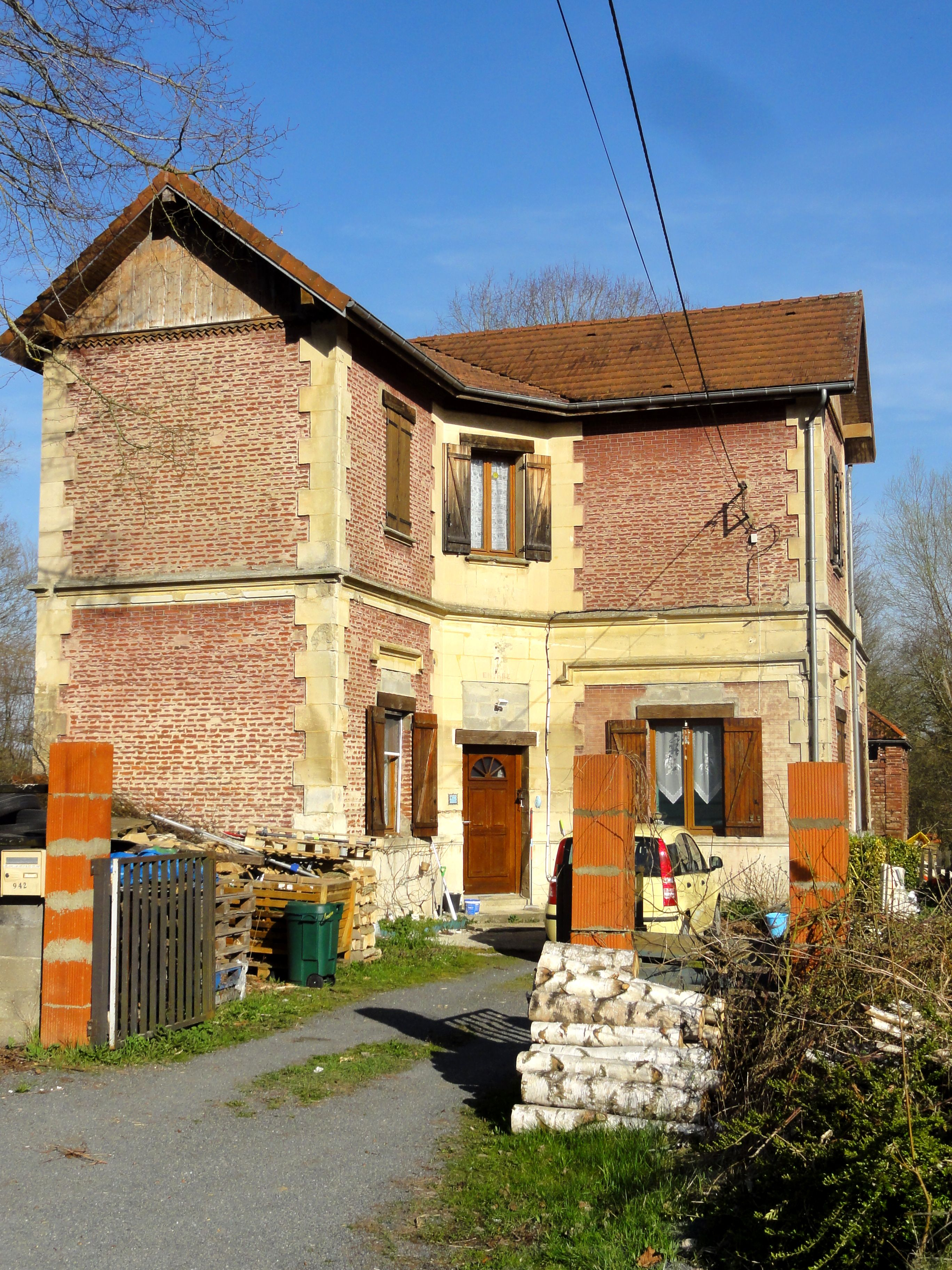
L'ancien bâtiment voyageurs.

L'ancien bâtiment voyageurs et la maison de garde-barrière sont habités par des particuliers.
Le bâtiment voyageurs, un petit bâtiment à étage, au plan en forme de « L », partage des caractéristiques stylistiques avec les gares de Beauvais, d'Hermes - Berthecourt, de Mouy - Bury et de Cires-lès-Mello, construites sur cette ligne à la même époque par l'architecte de la compagnie Félix Langlais. Comme ces gares plus grandes, le petit bâtiment d'Heilles - Mouchy possède des chaînages harpés, un parapet décoratif en pierre à arcs trilobés, une marquise courant sur trois façades, et une façade en briques. Il se distingue cependant par une absence de lucarnes décoratives et l'emploi d'une charpente apparente, avec une ferme et un bardage en bois sur les pignons.
Aucun bâtiment, identique à celui d'Heilles - Mouchy, n'est connu pour avoir existé sur la ligne.